# Liste von Persönlichkeiten der Gemeinde Südlohn
Die Liste von Persönlichkeiten der Gemeinde Südlohn zeigt die in der Gemeinde geborenen Personen sowie der anderweitig mit Südlohn verbundenen Personen.

## In Südlohn geboren oder mit Südlohn verbunden
- Ambrosius von Viermund zu Oeding (1517–1580), Herr von Oeding und Mallem aus dem Adelsgeschlecht Viermund
- Dietrich von Viermund zu Oeding (vor 1546–1614), Herr von Oeding und Mallem aus dem Adelsgeschlecht Viermund
- Heinrich Adolf Christoph von Hövel zu Dudenroth (1690–1748), römisch-katholischer Priester und Domherr in Münster sowie Archidiakon in Südlohn
- Levin Johann Wilhelm Franz von Wenge zu Beck (1772–1822), Subdiakon mit dem Archidiakonat von Südlohn
- Franz Schmidt (1899–1973), ehemaliger Oberstadtdirektor von Bochum und Bonn
- Elpidius Markötter (1911–1942), Franziskaner, Widerstandskämpfer und Opfer des Nationalsozialismus
- Paul Schmitz (1920–1993), Politiker und Träger des Verdienstordens des Landes Nordrhein-Westfalen
- Rudolf Schulten (1923–1996), Physiker und Nukleartechnologe
- Alfons Demming (1928–2012), römisch-katholischer Theologe und Weihbischof in Münster
- Hedwig Keppelhoff-Wiechert (* 1939), ehemalige Präsidentin des deutschen Landfrauenverbandes
- Wilhelm Bonse-Geuking (* 1941), Bergbauingenieur und Industriemanager, lebt auf einem Bauernhof in Südlohn
- Joseph Robers (1944–2011), Künstler
- Maria Luise Schulten (* 1950), Musikwissenschaftlerin und Hochschullehrerin
- Ingrid Bodsch (* 1953), Historikerin
- Ursula Schnelting-Hebeler (* 1954), deutsche Politikerin und ehemaliges MdL in Nordrhein-Westfalen
- Karl Höing (* 1957), Textildesigner und Hochschulprofessor
- Volker Thomas (* 1958), Generalmajor des Heeres der Bundeswehr
- Detlef Meyer (* 1959), ehemaliger Profifußballer und Spieler des SC Südlohn
- Manfred Bockenfeld (* 1960), Fußballspieler
- Mechtild Schulze Hessing (* 1960), Politikerin und Bürgermeisterin der Stadt Borken
- Mathias Lanfer (* 1961), Bildhauer
- Ralf Bugla (* 1962), ehemaliger Fußballtrainer des SC Südlohn
- Margreth Lünenborg (* 1963), Kommunikationswissenschaftlerin und Journalismusforscherin
- Roland Stratmann (* 1964), Künstler
- Jürgen Mümken (* 1965), Autor
- Martin van Drunen (* 1966), Musiker und Künstler, betreibt ein Kunstatelier in Südlohn
- Knut Reinhardt (* 1968), ehemaliger Profifußballer, verbrachte einen Großteil seiner Jugendzeit in Südlohn
- Stefanie Wiegand (* 1969), deutsche Diplom-Geologin und Mitglied der 13. Bundesversammlung, lebt in Südlohn
- Rivaldo Vítor Borba Ferreira (* 1972), Fußballspieler und Nachfahre von Auswanderern aus Südlohn
- Marcus Ehning (* 1974), Olympiasieger im Springreiten
- Johannes Ehning (* 1982), Springreiter
- Daniel Schnelting (* 1986), Leichtathlet (Sprint)